# Brachyclytus singularis
Brachyclytus singularis là một loài bọ cánh cứng trong họ Cerambycidae.